# Prosopis
Prosopis is een geslacht uit de vlinderbloemenfamilie (Fabaceae). Het geslacht bevat ongeveer 45 soorten doornachtige bomen en struiken die aangetroffen worden in subtropische en tropische regio's van de Amerika's, Afrika, West-Azië en Zuid-Azië. Ze gedijen vaak in droge grond, zijn bestand tegen droogte en ontwikkelen waar mogelijk een extreem diep wortelstelsel. Hun hout is doorgaans hard, dicht en duurzaam. Hun vruchten zijn peulen en kunnen een grote hoeveelheid suikers bevatten.

## Soorten
Enkele van de soorten in dit geslacht zijn:
- Mesquites (Zuidelijke Verenigde Staten, Mexico)
  - Prosopis glandulosa Torr., 1827
  - Prosopis pallida (Humb. & Bonpl. ex Willd.) Kunth, 1823
  - Prosopis pubescens Benth., 1846
  - Prosopis reptans Benth., 1841
  - Prosopis strombulifera (Lam.) Benth., 1841
  - Prosopis velutina Wooton, 1898
- "Algarrobos", bayahondas etc. (Neotropisch gebied, vooral Gran Chaco)
  - Prosopis affinis (Spreng.)., 1825
  - Prosopis alba Griseb., 1874
    - Prosopis alba var. panta

  - Prosopis caldenia Burkart, 1939
  - Prosopis chilensis (Molina) Stuntz, 1914
  - Prosopis fiebrigii Harms, 1915
  - Prosopis flexuosa DC., 1825
  - Prosopis hassleri Harms, 1909
  - Prosopis juliflora (Sw.) DC., 1825
  - Prosopis kuntzei Harms ex Kuntze, 1898
  - Prosopis nigra (Griseb.) Hieron., 1882
  - Prosopis rojasiana Burkart, 1941
  - Prosopis ruscifolia Griseb., 1874
  - Prosopis tamarugo Phil., 1891
- Afrikaanse soorten
  - Prosopis africana (Guill. & Perr.) Taub., 1893
- Aziatische soorten (India, met name Rajasthan, tot aan het Arabisch Schiereiland)
  - Prosopis cineraria (L.) Druce, 1914
  - Prosopis farcta (Sol. ex Russell) J.F.Macbr., 1919[1][2]

## Foto's

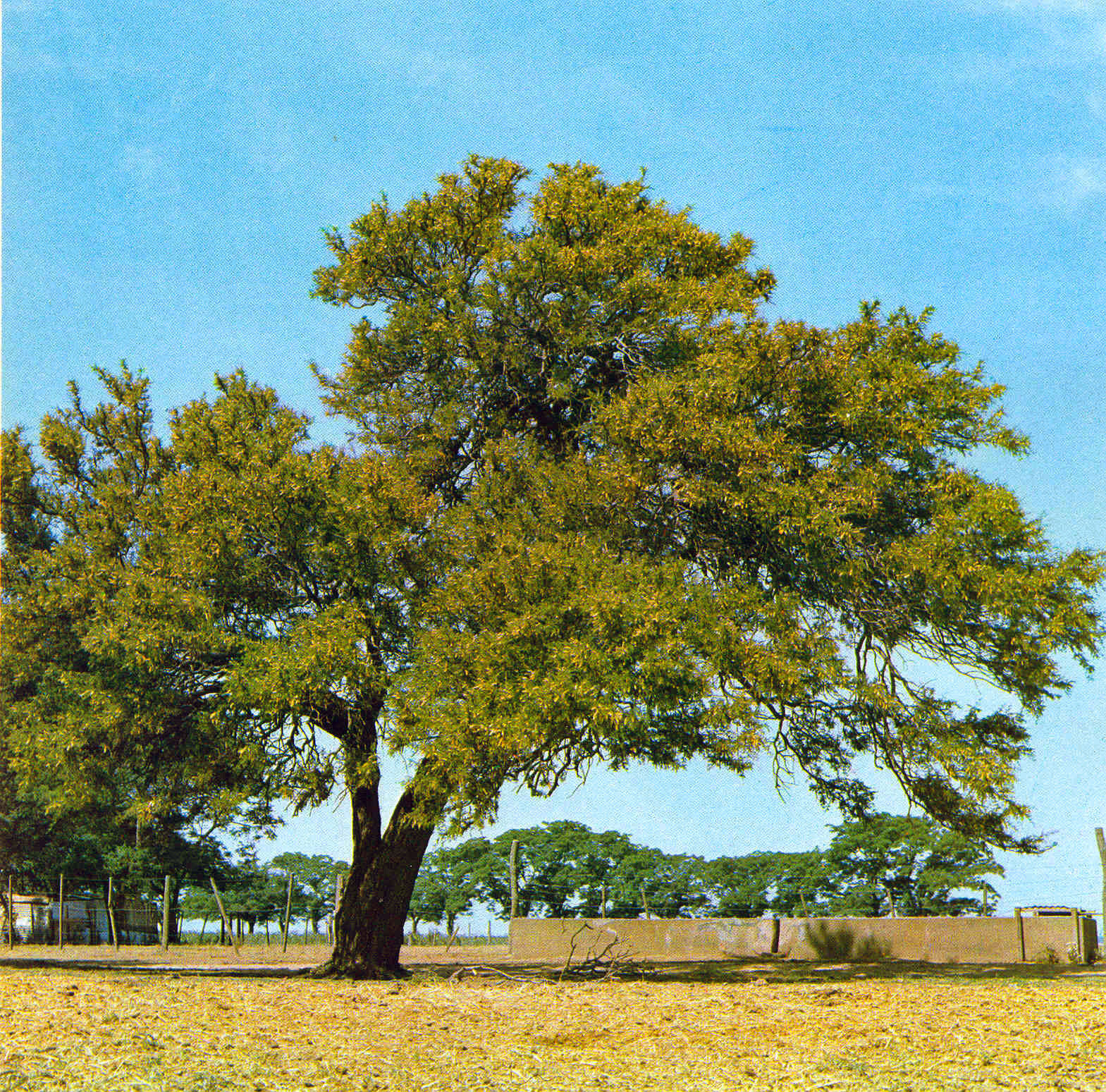
Prosopis affinis
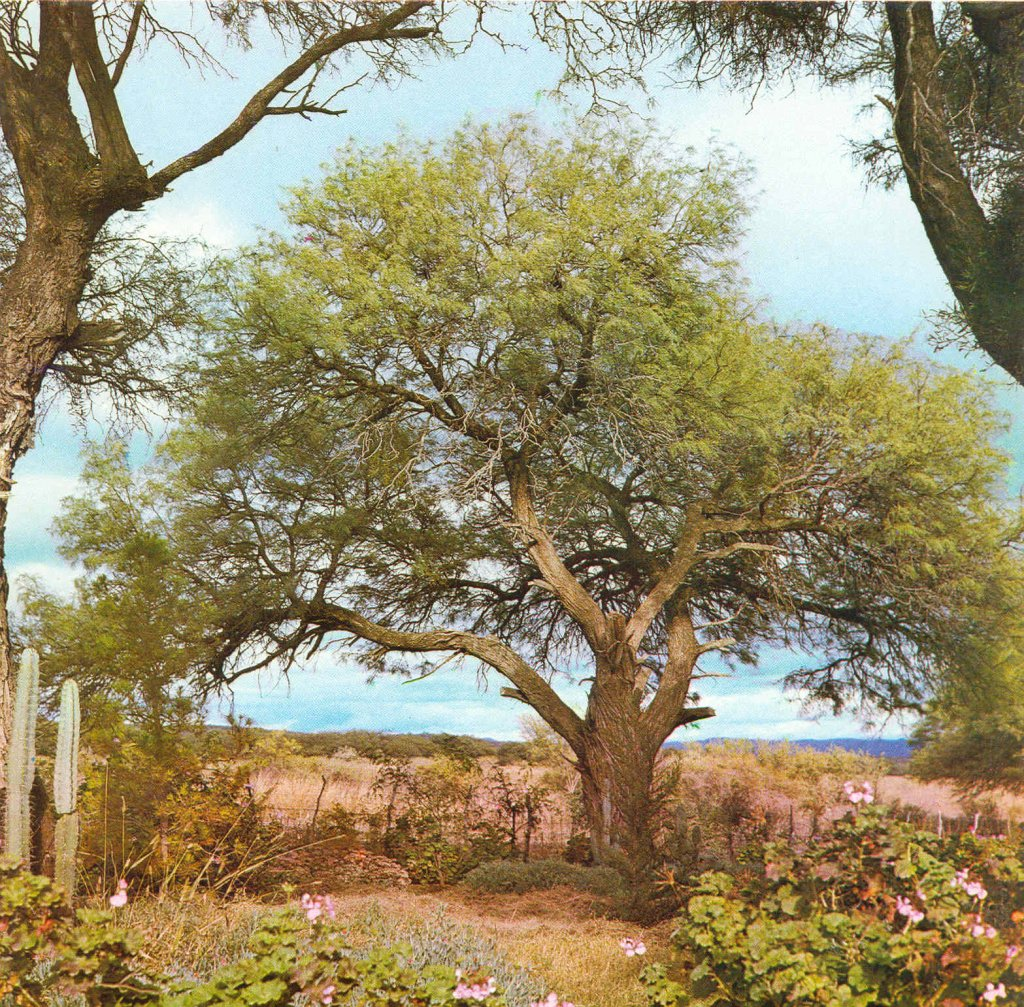
Prosopis alba
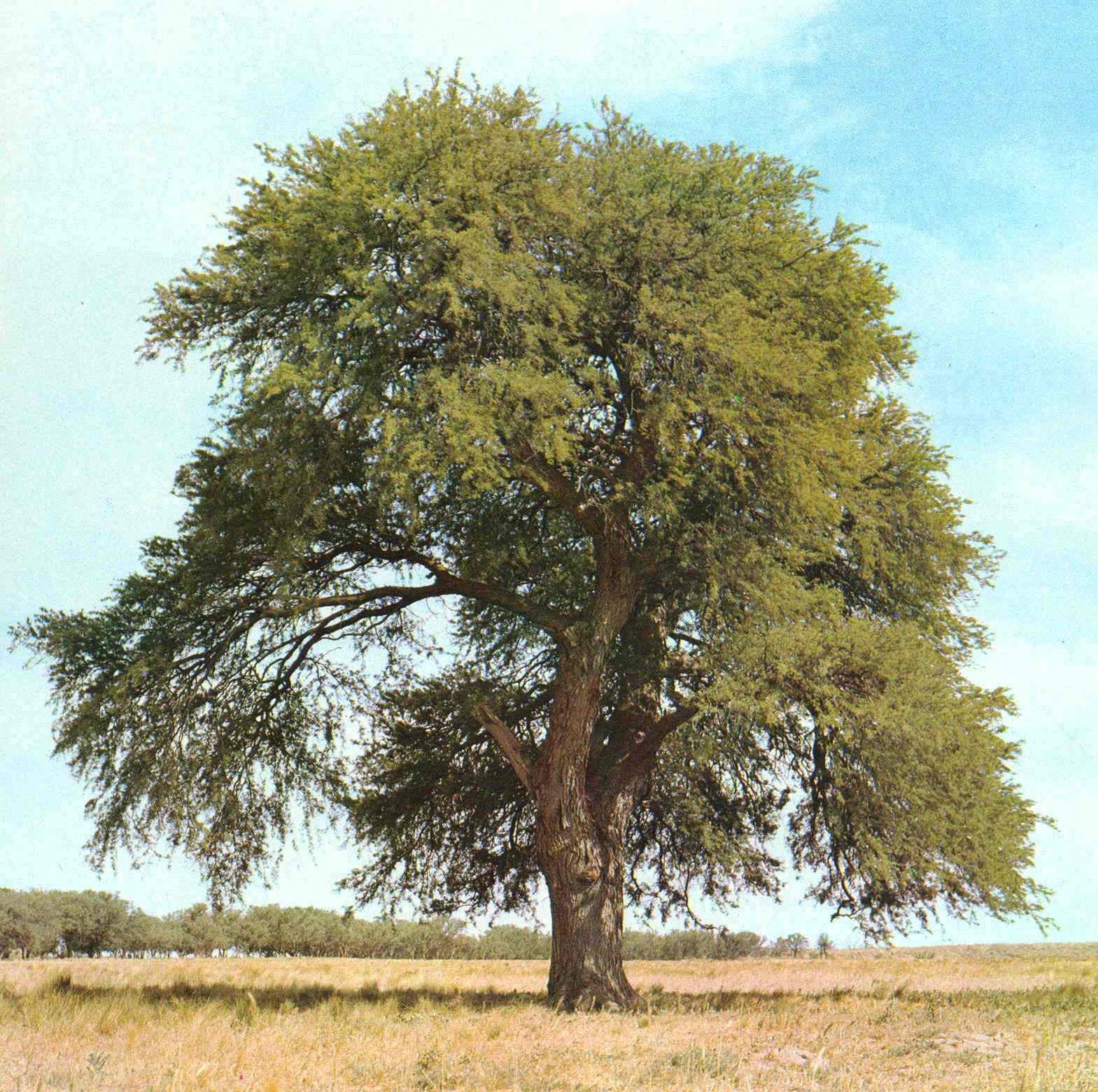
Prosopis caldenia
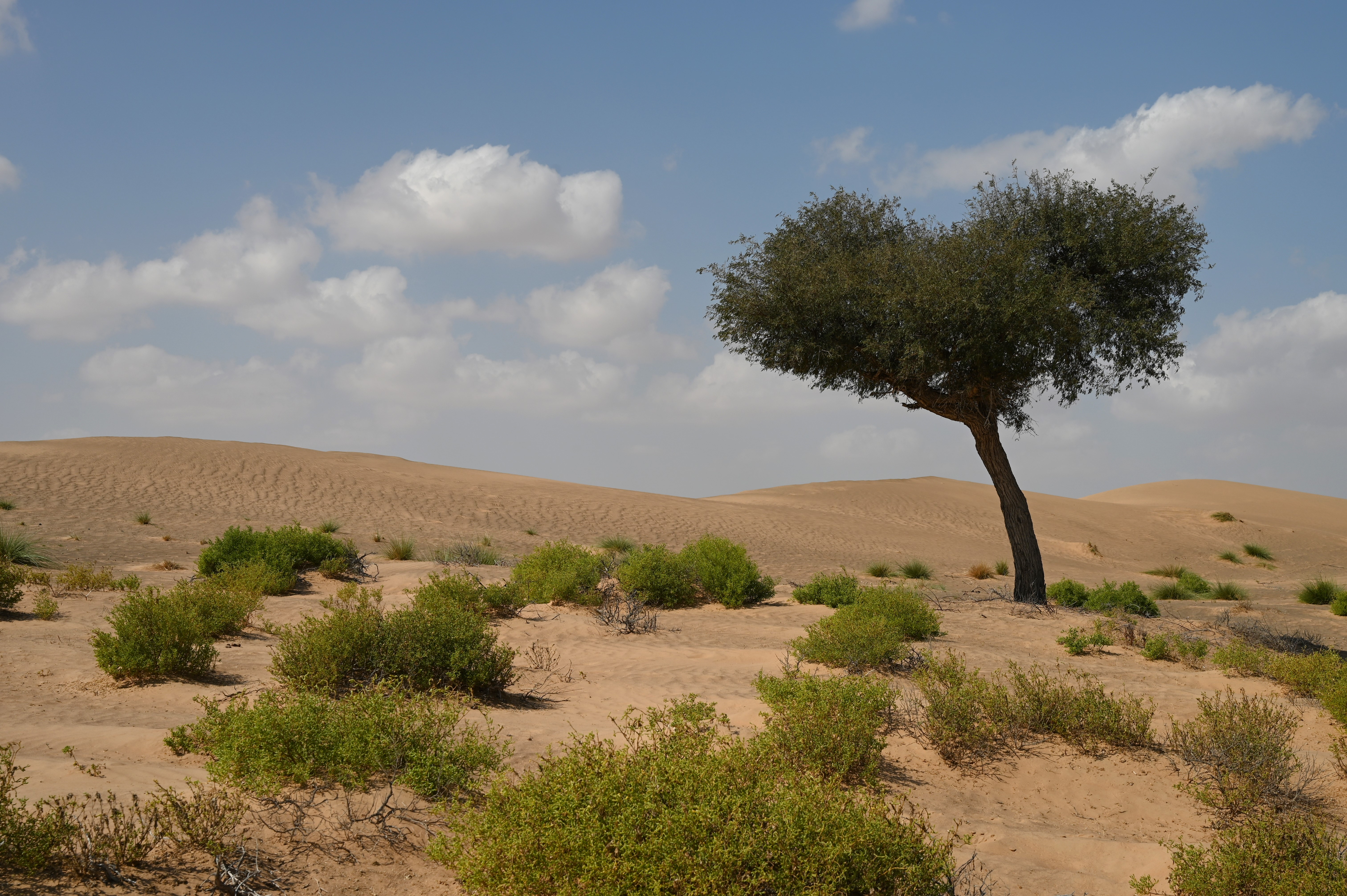
Prosopis cineraria
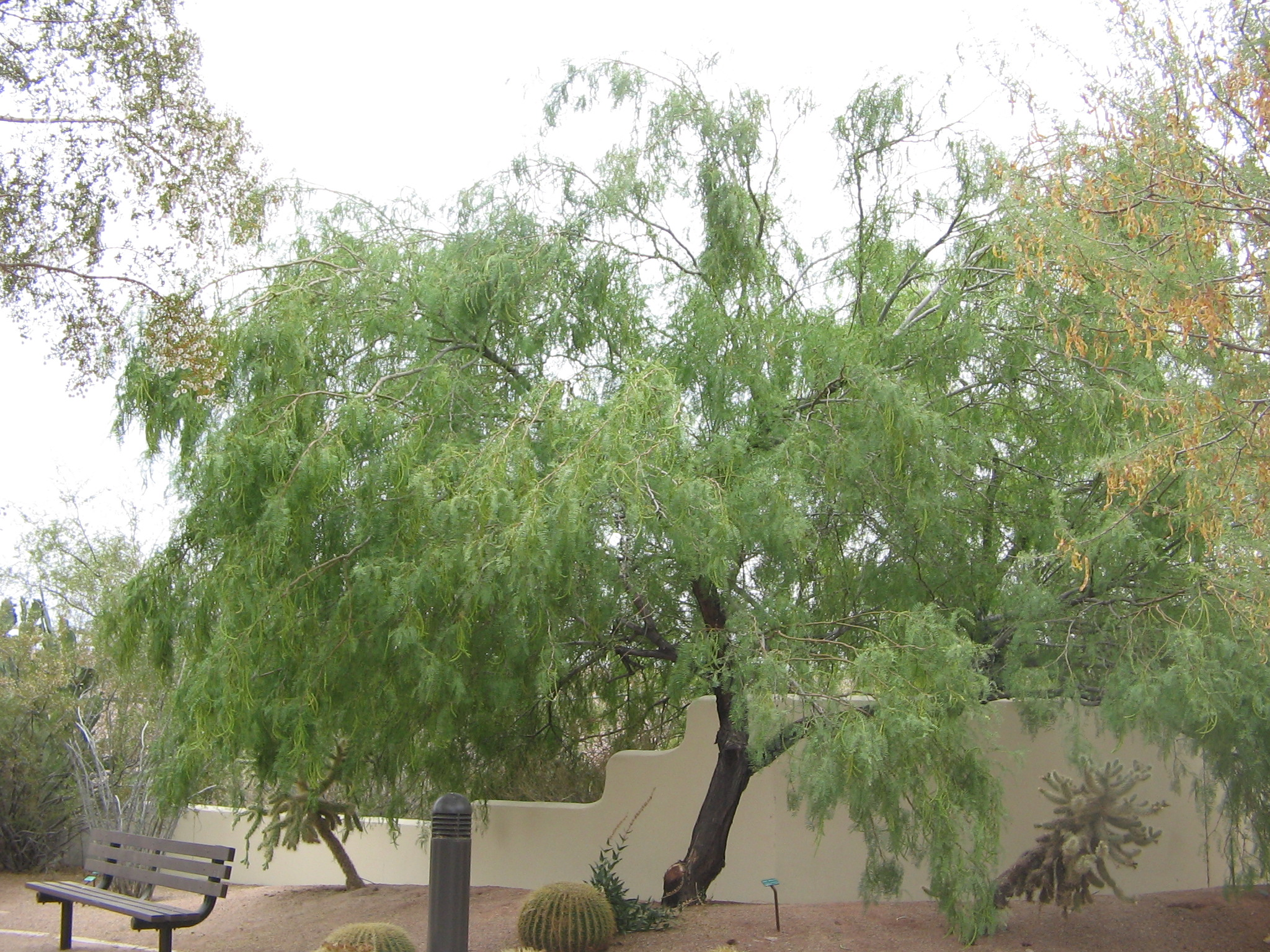
Prosopis glandulosa
Prosopis juliflora
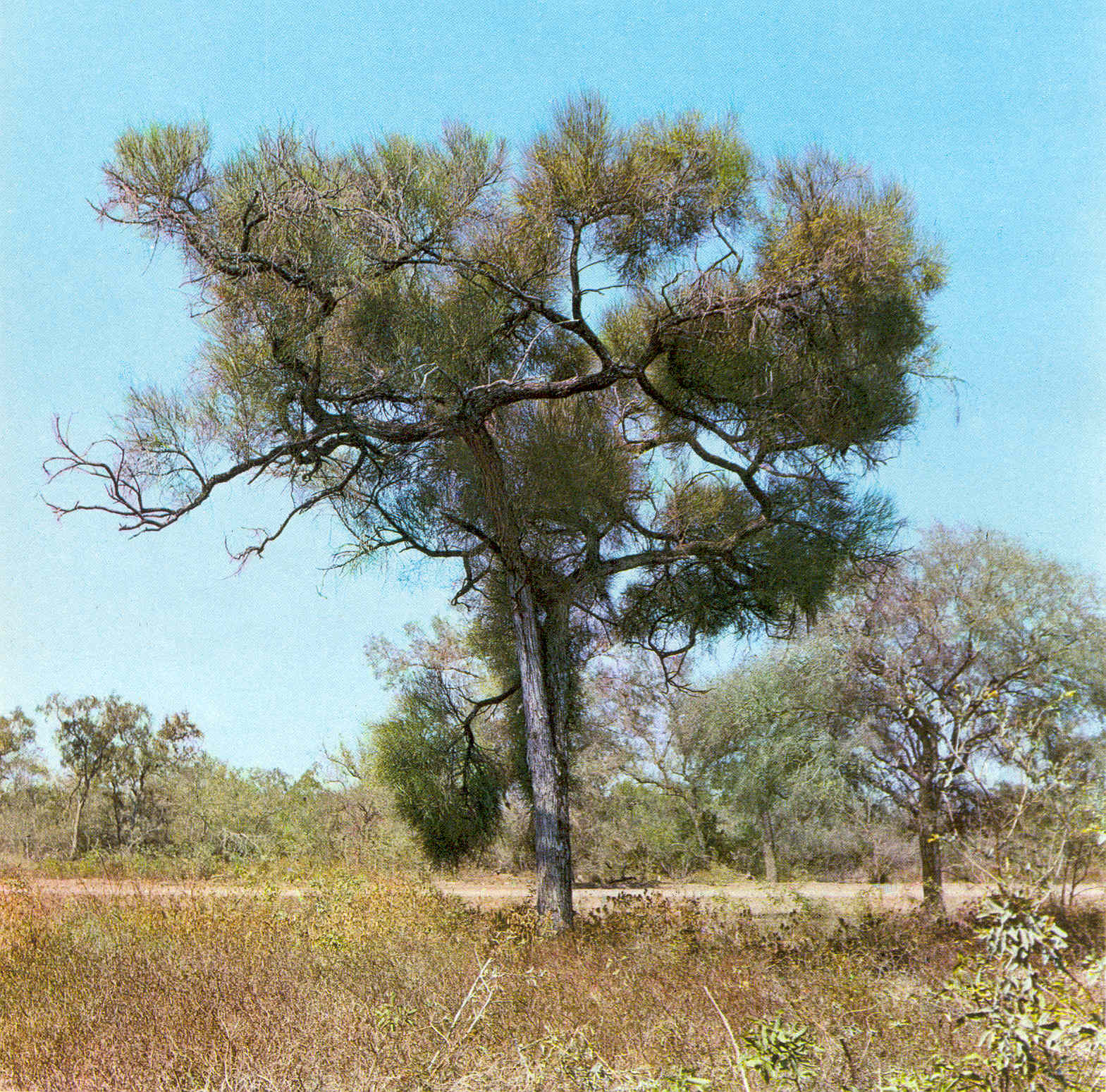
Prosopis kuntzei
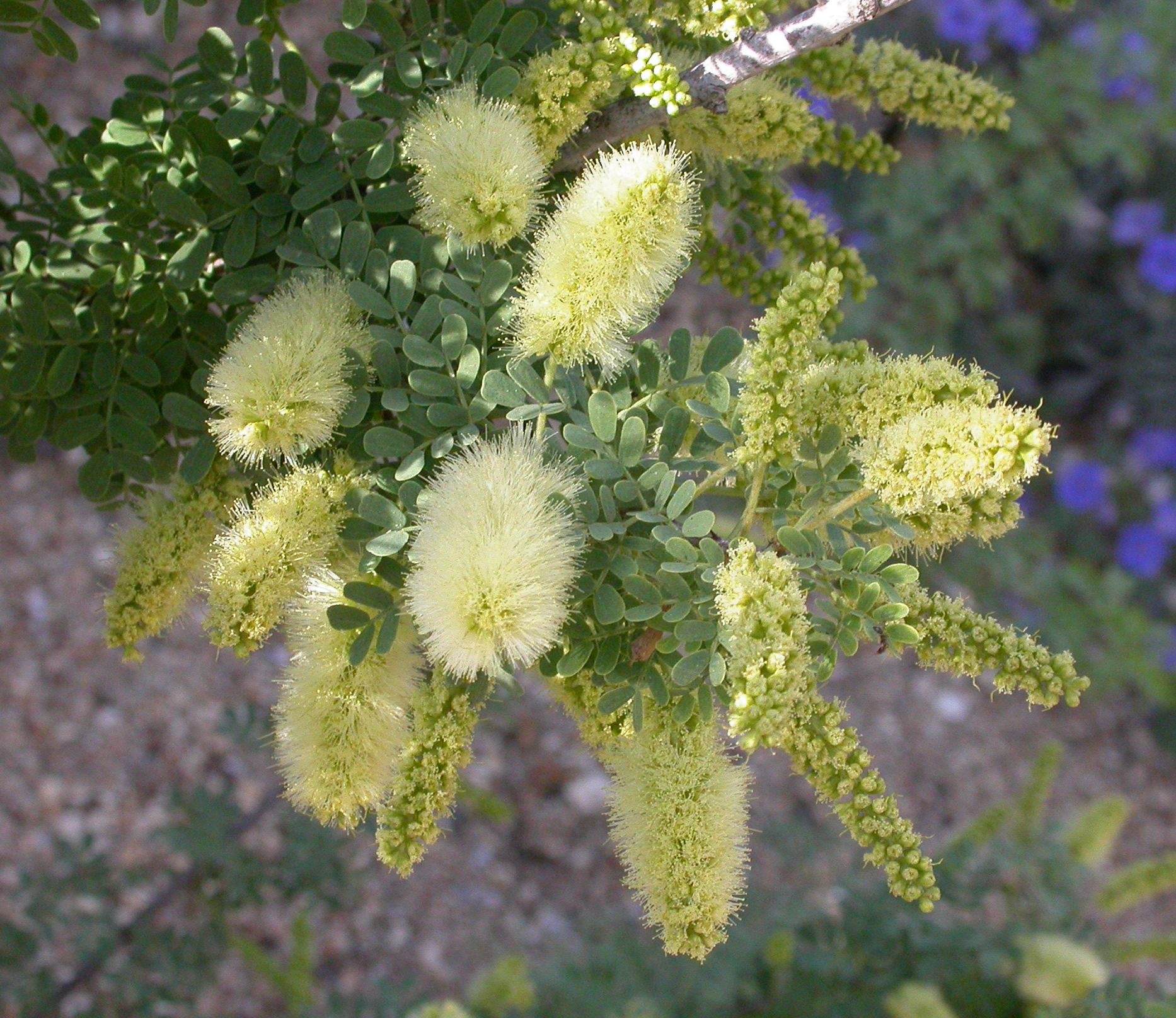
Prosopis pubescens
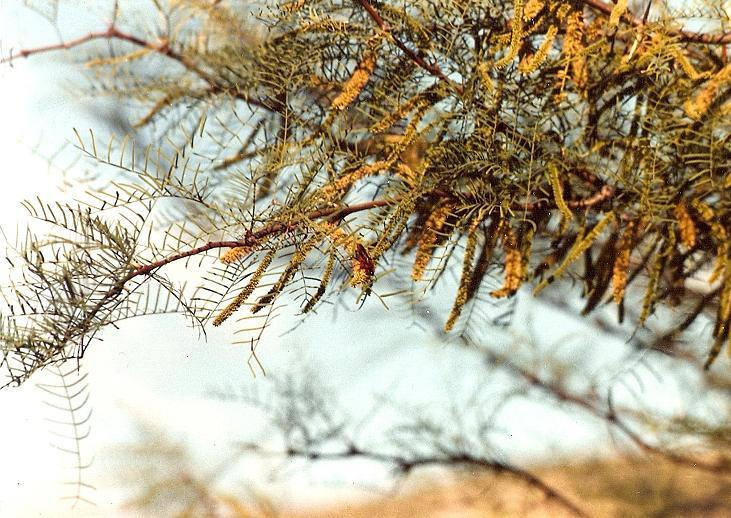
Prosopis chilensis
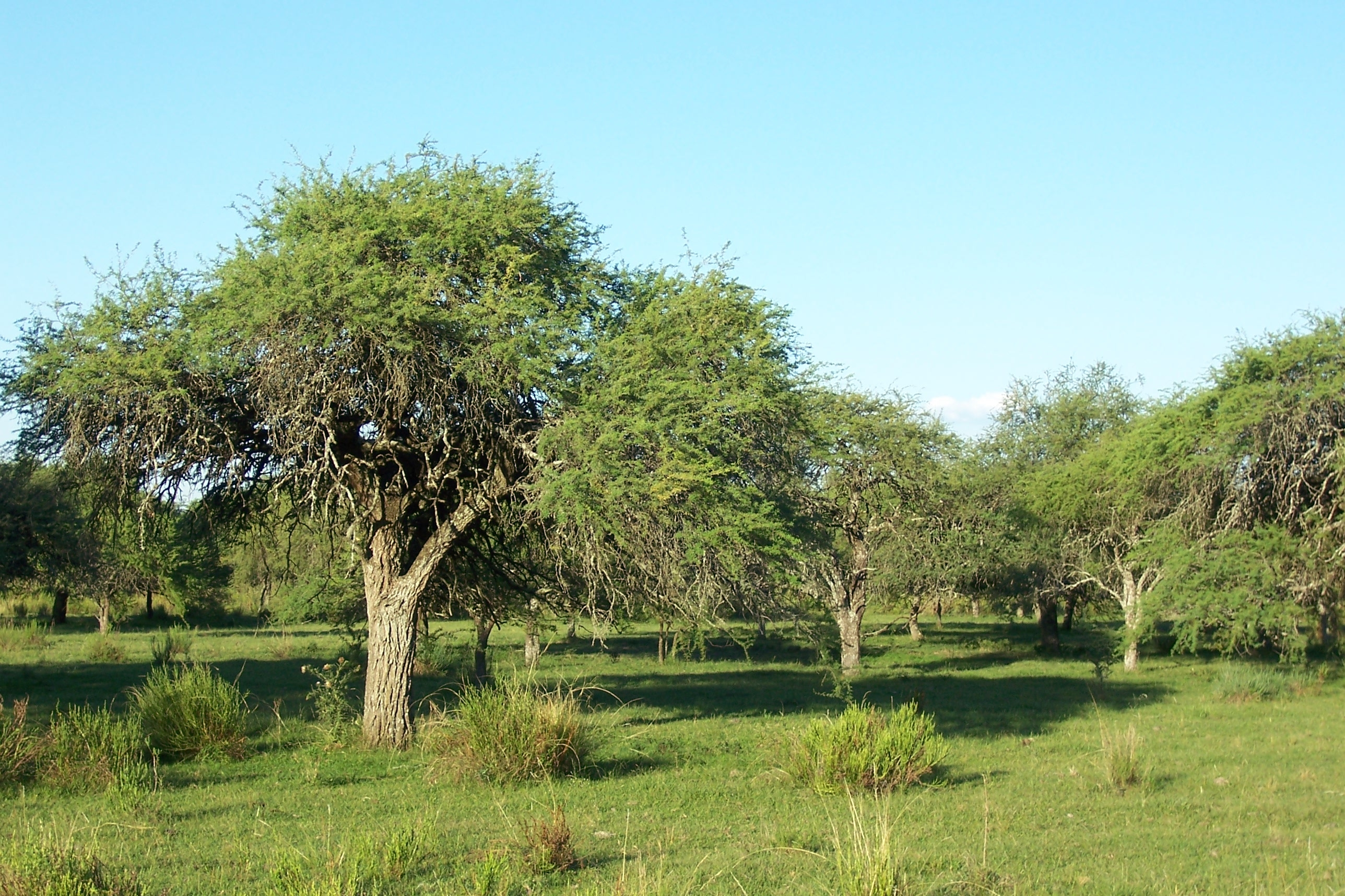
Prosopis nigra

... · 
Abrus · 
Acacia · 
Acosmium · 
Adenanthera · 
Adenocarpus · 
Adenodolichos · 
Adenopodia · 
Adesmis · 
Aenictophyton · 
Aeschynomene · 
Afzelia · 
Aganope · 
Albizia · 
Alhagi · 
Alysicarpus · 
Amblygonocarpus · 
Amherstia · 
Andira · 
Angylocalyx · 
Aotus · 
Anthyllis · 
Arachis · 
Archidendropsis · 
Aspalathus · 
Astragalus (hokjespeul) · 
Austrosteenisia · 
Baphia · 
Bauhinia · 
Brachystegia · 
Bolusafra · 
Butea · 
Caesalpinia · 
Cajanus · 
Calicotome · 
Carmichaelia · 
Carrissoa · 
Cassia · 
Castanospermum · 
Ceratonia · 
Chamaecytisus · 
Cicer · 
Clianthus · 
Clitoria · 
Cordyla · 
Coronilla · 
Crotalaria · 
Cyamopsis · 
Cyclopia (honingbos) · 
Cytisus · 
Dalbergia · 
Daviesia · 
Delonix · 
Derris · 
Dialium · 
Dicraeopetalum · 
Dichrostachys · 
Dipteryx · 
Enterolobium · 
Eperua · 
Erythrina (koraalboom) · 
Erythrophleum · 
Faidherbia · 
Genista (heidebrem) · 
Glycine · 
Glycyrrhiza · 
Hardenbergia · 
Hovea · 
Indigofera · 
Inga · 
Lathyrus · 
Lens · 
Lonchocarpus · 
Lotus (rolklaver) · 
Lupinus (lupine) · 
Macrotyloma · 
Medicago (rupsklaver) · 
Melilotus (honingklaver) · 
Mimosa · 
Mora · 
Myroxylon · 
Newtonia · 
Onobrychis · 
Ononis (stalkruid) · 
Ormosia · 
Ougeinia · 
Pachyrhizus · 
Parkia · 
Parkinsonia · 
Parochetus · 
Pericopsis · 
Phaseolus · 
Physostigma · 
Pisum (erwt) · 
Prosopis · 
Psophocarpus · 
Psoralea · 
Pterocarpus · 
Pueraria · 
Racosperma · 
Robinia · 
Rothia · 
Securigera · 
Senegalia · 
Senna · 
Serianthes · 
Sesbania · 
Sophora · 
Spartium · 
Sphenostylis · 
Streblorrhiza · 
Strongylodon · 
Stylosanthes · 
Styphnolobium · 
Swainsona · 
Tamarindus · 
Tephrosia · 
Teramnus · 
Tetragonolobus · 
Tetrapleura · 
Trifolium (klaver) · 
Trigonella (hoornklaver) · 
Ulex · 
Uraria · 
Vachellia · 
Vicia (wikke) · 
Vigna · 
Viminaria · 
Virgilia · 
Wisteria (blauweregen) · 
Zornia · 
Zygocarpum · 
...